# Бюро (сериал)
«Бюро» («Бюро легенд») (фр. Le Bureau des Légendes) — французский телесериал в жанре шпионский триллер, политический триллер.
1-й сезон был показан во Франции 27 апреля 2015 года. В Великобритании транслировался на канале Amazon Prime с 17 июня 2016 года.
В мае 2020 года СМИ сообщили о завершении показа 5-го сезона сериала.

## Сюжет
Сюжет сериала сосредоточен на событиях 2010 годов внутри управления нелегальной разведки (т. н. «Бюро по легендам») Главного управления внешней безопасности Министерства обороны Франции. Работа управления и его сотрудников состоит в подготовке нелегальных разведчиков для Минобороны и руководстве его разведывательными операциями в разных странах мира. В каждой стране разведчики ищут объекты вербовки, изучают мотивы и личности людей, которые могли бы быть завербованы для работы на французскую разведку. Герои сериала подготовлены для работы в самых различных странах (от Алжира и Сирии до России) под чужим именем и гражданством («легендой») без какой-либо связи с управлением…

## Действующие лица и актёры

### Главные
- В главных ролях
- Матьё Кассовиц
(Гийом Дебайи)
- Жан-Пьер Дарруссен
 (Анри Дюфло)
- Леа Дрюкер
 (Лорен Бальмес)
- Сара Жиродо 
(Марина Луазо)
- Флоранс 
Луаре-Кай
 (Мари-Жанн Дютёй)
- Матьё Амальрик 
(Жан-Жак Анжель)
- Жона Заккаи 
(Раймон Систерон)

- Гийом Дебайи, «Грубиян» фр. Malotru (Матьё Кассовиц) — сотрудник нелегального управления французской разведки. Шесть лет работал в Университете Дамаска под видом преподавателя Поля Лефевра. Возвратившись в Париж после жизни в Сирии и с трудом адаптируясь к нормальной жизни, он узнает что во Францию приехала его бывшая студентка и любовница Надия Эль-Мансур. Он возобновляет роман, не говоря ей о своей настоящей жизни (все сезоны)
- Надия Эль-Мансур (Зинеб Трики) — любовница Дебайи, доктор истории Университета Дамаска и стажер Сорбонны. Возобновляет отношения с Дебайи, в ходе которых становится ясно, что она является одним из представителей на проходящих в Париже неофициальных встречах между семьей Асадов и сирийской оппозицией. (сезоны 1-3, 4 и 5 гостевые)
- Мари-Жанн Дютёй (Флоранс Луаре-Кай) — агентурный руководитель Грубияна (Дебайи) до возвращения в Париж, руководитель подготовки Феномена (Луазо) перед отъездом в Иран. В третьем сезоне — начальница нелегального управления (после гибели Анри Дюфло) (все сезоны)
- Марина Луазо, «Феномен» фр. Phénomène, «Рокамболь» фр. Rocambole  (Сара Жиродо) — сотрудница управления и молодой нелегал в Иране и России под прикрытием ученого-сейсмолога. В первом сезоне проходит подготовку для поездки в Иран и проникновения в иранскую ядерную программу (все сезоны)

### Руководство разведки
- Пьер де Латр де Тассини (Стефан Годэн)- начальник разведки Минобороны
- Марк Лоре, «Вафельница» фр. Moule à gaufres, MAG, (Жиль Коэн) — директор Оперативного департамента разведки Минобороны . (сезон 1-4)
- Анри Дюфло, «Сократ» фр. Socrates, (Жан-Пьер Дарруссен) — начальник нелегального управления Оперативного департамента. (1-3 сезоны, 4 гостевой)
- Марсей Гэнгуэн (Патрик Лигард) — начальник управления разведки с территории
- Жан-Жак Анжель, «JJA» (Матьё Амальрик) — начальник управления собственной безопасности, позже начальник нелегального управления (после Мари-Жанн).

### Сотрудники управления
- Раймон Систерон (Жона Заккаи) — оперативный сотрудник, руководитель нелегала Циклон (все сезоны)
- Дэзи Баппе, «Мул» (Ирина Мулуиле) — сотрудница наружного наблюдения (все сезоны)
- Пепе, Меме, «Дедушка» и «Бабушка» (Александр Брассер и Михаэль Абитебуль) — сотрудники оперативной группы (1-2 и 5 сезоны)
- Сильван Элленстайн (Жюль Саго) — специалист управления по кибербезопасности. В третьем сезоне нелегал управления в России (все сезоны)
- Рашид Бенарфа, «Циклон» (Мехди Неббу) — исчезнувший в Алжире нелегал (1-2 сезоны)
- Лорен Бальмес (Леа Дрюкер) — специалист-психолог управления в области бихейвиористики (поведенческой психологии). Агент ЦРУ во французской разведке (1-3 сезоны)
- Селин Делорм (Полин Этьен) — специалист управления по Магрибу и Ближнему Востоку (2-3 сезоны)
- Рим (Эмили Шенэ) — секретарша Анри Дюфло (1 сезон)
- Жона Мори (Артю) — специалист-аналитик по Сирии (с 3 сезона)
- Лиз Бернстайн (Анн Азулэ) — сотрудник управления собственной безопасности, ведущая проверку Гийома Дебайи и нелегального управления, любовница Раймона Систерона (4 сезон)

### Родственники и друзья
- Прюн Дебайи (Альба Гая Беллужи) — родная дочь Дебайи (все сезоны)
- Эмили Дюфло  (Элоди Наварр) — жена Анри Дюфло (1-3 сезоны)
- Стефан (Амори де Кренкур) — любовник Марии Луазо в Париже (1-3 сезоны)
- Миша (Сурхо Сугаипов) — приятель Рокамболя (Марии Луазо) в Москве (4 сезон)
- Самара (Марьяна Спивак) — приятельница Дебайи в Москве (4-5 сезоны)

### Иностранцы
- Герби (Атмен Келиф) — вывезенный в Париж из Алжира агент Минобороны (1 сезон)
- Шапур Замани (Мое Бар-Эль) — сын высокопоставленного иранца, знакомый Феномена (Марии Луазо) в Тегеране (1-3 сезоны)
- Питер Кэссиди (Бред Леланд) — резидент ЦРУ в Париже (1-2 сезоны)
- Чехлави  (Доминик Гу) — агент ЦРУ (1-3 сезоны)
- Хашем Аль-Хатиб (Фарес Хелу) — сирийский бизнесмен, кузен Башара Асада (1-2 сезоны)
- Надим Эль-Башир (Зиад Бакри) — сотрудник разведки Сирии, начальник охраны Хашема (1-3 и 5 сезоны)
- Самюэль Жандрон (Андреа Долант) — помощник Надии Эль-Мансур, агент французской разведки (3 сезон)
- «Кочис» (Салим Дав) — полевой командир ИГИЛ, позже агент французской разведки (3 сезон)
- Эсрин (Мелисса Сёзен) — участница отряда курдского сопротивления в Сирии (3 сезон)
- Михаил Карлов, «Кеннеди» (Алексей Горбунов) — завербовавший Дебайи старший сотрудник ФСБ в Москве (позже Андрей Лабенский) (4-5 сезоны)
- сотрудник ФСБ (Захари Бахаров) — сотрудник ФСБ под прикрытием в рядах ИГИЛ в Сирии (3 сезон)
- Вера Чупак (Динара Друкарова) — сотрудница ФСБ в Москве (4-5 сезоны)

## Сезоны

### Первый (апрель-май 2015)
Сотрудник нелегального управления французской разведки Гийом Дебайи (нелегал «Грубиян») возвратился в Париж после шестилетнего пребывания в Дамаске «под легендой» университетского преподавателя Поля Лефевра. Ему приходится столкнуться с проблемой воссоединения со своей дочерью, бывшей женой, коллегами и прежней жизнью. Возвращение к «нормальной» жизни оказывается трудным. В нарушение всех правил работы, после возвращения он не порвал отношения с людьми, которые знали его в Сирии и продолжает завязавшийся в Дамаске роман с преподавателем университета и дочерью высокопоставленных родителей Надией Эль-Мансур, которая также приехала в Париж.
| № общий | № в сезоне | Название | Режиссёр       | Автор сценария                                    | Дата премьеры     | Зрители Франция (млн) |
| --- | ---------- | -------- | -------------- | ------------------------------------------------- | ----------------- | --------------------- |
| 1 | 1          | «-»      | Эрик Рошан     | Эрик Рошан                                        | 27 апреля 2015 г. | 1 000 000             |
| В Алжире после задержания полицией исчезает нелегал управления «Циклон». Проверка показывает, что он был задержан полицией за вождение в нетрезвом виде и отвезен в полицейский участок. Управление начинает операцию по установлению его местонахождения, причин злоупотребления алкоголем и возможности его предательства. Сотрудник нелегального управления французской разведки Гийом Дебайи (нелегал «Грубиян») возвратился в Париж после шестилетнего пребывания в Дамаске «под легендой» университетского преподавателя Поля Лефевра. Ему приходится столкнуться с проблемой воссоединения со своей дочерью, бывшей женой, коллегами и прежней жизнью. Возвращение к «нормальной» жизни оказывается трудным. В разведку принята молодая сотрудница Марина Луазо, которая начинает нелегальную подготовку для отъезда в Иран под видом исследователя-сейсмолога. Дебайи встречается с ней за обедом для знакомства и преподает первый урок разведчика... |            |          |                |                                                   |                   |                       |
| 2 | 2          | «-»      | Жан-Марк Муту  | Эрик Рошан                                        | 27 апреля 2015 г. | 1 000 000             |
| Управлению не удается найти нелегала «Циклон». Одновременно управлению необходимо решить проблему старого агента в Алжире по имени Герби, который требует выезда во Францию. В нарушение всех правил Дебайи под именем Лефевра продолжает роман с Надией, одновременно пытаясь понять цель появления Надии в Париже. Под руководством Мари-Жан Марина Луазо проходит первый этап подготовки нелегала и рвет старые знакомства, чтобы скрыть работу в разведке. |            |          |                |                                                   |                   |                       |
| 3 | 3          | «-»      | Жан-Марк Муту  | Эрик Рошан, Камиль де Кастельно, Сесиль Дюкрок    | 4 мая 2015 г.     | TBD                   |
| Дебайи принимает решение об инсценировке ареста Герби, чтобы добиться от него признания в предательстве. Дебайи пытается узнать у Надии о цели ее приезда в Париж. В действительности она выступает экспертом по истории Сирии в переговорах между кузеном Башара Асада Хашимом и представителями сирийской оппозиции. Обеспечивая безопасность переговоров, начальник охраны Хашима и сотрудник сирийской разведки Надим узнает о ночных свиданиях Надии с Дебайи. По рекомендации разведки Марина принята на работу в лабораторию Института геофизики, которую возглавляет профессор Реза из Ирана. Профессор опрашивает ее по теме спектральных исследований земной коры. Марина не имеет ни малейшего понятия о предмете и просит срочную помощь управления. |            |          |                |                                                   |                   |                       |
| 4 | 4          | «-»      | Элье Ситерн    | Эрик Рошан, Камиль де Кастельно, Эмманюель Бурдьё | 4 мая 2015 г.     | TBD                   |
| В преддверии франко-алжирского саммита Дебайи пытается выяснить у алжирских разведчиков обстоятельства ареста нелегала «Циклон». Одновременно он выясняет, что в Париже Надия участвует в секретных переговорах между сирийским правительством и оппозицией. Если сирийским спецслужбам станет ясно, что она поддерживает отношения с французской разведкой, она может быть схвачена и вывезена из Франции и даже уничтожена. Для безопасности Надии Дебайи вынужден поддерживать легенду о живущем в Париже Поле Лефевре. В лаборатории профессор Реза пытается ухаживать за Мариной. Мари-Жан считает необходимым отвергнуть личные притязания иранца, но продолжить поддерживать с ним отношения, так как он необходим разведке для отъезда Марины в Иран. |            |          |                |                                                   |                   |                       |
| 5 | 5          | «-»      | Элье Ситерн    | Эрик Рошан, Камиль де Кастельно                   | 11 мая 2015 г.    | 500 000               |
| Под именем Пигаль на связь с Дебайи выходит алжирский разведчик, который имеет информацию о том, что произошло с нелегалом. Для поиска нелегала «Циклон» в Алжир направляют Раймона Систерона. Сирийская разведка в Париже пытается определить, не является ли Поль Лефевр сотрудником Минобороны и разведчиком. Операцией наружного наблюдения руководит Надим. Пытаясь скрыть от сирийцев свою принадлежность к разведке, Дебайи прекращает свидания с Надией. Марина задержана неизвестными по подозрению в передаче информации о работе Института иранской разведке. Она должна убедить их в своей невиновности, не раскрывая свою нелегальную подготовку. |            |          |                |                                                   |                   |                       |
| 6 | 6          | «-»      | Лайла Марракши | Эрик Рошан, Камиль де Кастельно, Эммануель Бурдьё | 11 мая 2015 г.    | 500 000               |
| Пигаль требует от Дебайи оплаты информации о пропавшем нелегале, и Дебайи пытается собрать информацию о нем. Пигаль ведет себя как профессиональный разведчик, но действует ли он по заданию разведки или по собственной инициативе? Надим встречает дочь Дебайи после школы и пытается выяснить, знает ли она о Поле Лефевре. Дебайи объясняет ей, как избежать встреч с сирийцем, но внезапно обнаруживает за собой наблюдение со стороны неизвестных русских. В Институте профессор Реза принимает решение направить на стажировку в Тегеран вместо Марины более квалифицированного ученого. Марине срочно необходимо найти способ убедить его изменить решение. |            |          |                |                                                   |                   |                       |
| 7 | 7          | «-»      | Матьё Деми     | Эрик Рошан, Камиль де Кастельно                   | 18 мая 2015 г.    | TBD                   |
| Пигаль, которого в действительности зовут Кербуш, сообщает, что именно произошло с нелегалом в Алжире. Управление проводит отвлекающую операцию для алжирской разведки. Нелегал в опасности, и управление ищет способы вывезти его во Францию. В Министерстве иностранных дел узнают о секретных переговорах между представителями Асада и оппозиции в Париже. Для получения точной информации Минобороны и разведка принимают решение завербовать Надию. Дебайи вынужден сообщить Мари-Жан о романе с Надией, и она сомневается в возможности ее вербовки. В ходе подготовки Мари-Жан дает Марине показательный урок, что разведчик не имеет права на личную привязанность к людям. |            |          |                |                                                   |                   |                       |
| 8 | 8          | «-»      | Лайла Марракши | Эрик Рошан, Камиль де Кастельно                   | 18 мая 2015 г.    | TBD                   |
| Французская разведка дает задание секретарше алжирского генерала установить подслушивающее устройство в его кабинете. Надия теряет сознание во время вербовочного разговора с Дебайи. Наотрез отказавшись от сотрудничества в Париже, она рассказывает Надиму и сирийцам об отношениях с французским разведчиком. Сирийская разведка вывозит ее в Сирию. На приеме в Институте профессор Реза представляет Марину своей жене, которая задает неприятные вопросы. |            |          |                |                                                   |                   |                       |
| 9 | 9          | «-»      | Лайла Марракши | Эрик Рошан, Камиль де Кастельно                   | 25 мая 2015 г.    | TBD                   |
| Алжирская разведка выходит на контакт с французами для интересного неофициального предложения. В нем крайне заинтересован сам Президент, но разведка считает предложение красивой приманкой. Не прерывая переговоров, полковник Лоре дает Дебайи задание выяснить реальную подоплеку предложения. Вновь прибывший в Париж Надим встречается с Дебайи и передает сообщение о судьбе Надии. Она арестована и содержится в сирийской тюрьме. Чтобы облегчить ее участь, Надим требует от Дебайи согласиться на все условия сирийцев и лично Надима. Дебайи ищет выход спасти Надию. Управление заканчивает подготовку Марины учебным допросом под сильным воздействием алкоголя. Попрощавшись с Мари-Жан и получив последние наставления, нелегал «Феномен» улетает на работу в Тегеран. |            |          |                |                                                   |                   |                       |
| 10 | 10         | «-»      | Элье Ситерн    | Эрик Рошан, Камиль де Кастельно                   | 25 мая 2015 г.    | TBD                   |
| Систерон крайне тяжело переживает в ходе подготовки операции по вывозу Циклона из Алжира - для его освобождения Минобороны принимает решение использовать за рубежом спецназ. Дебайи берет отпуск и с крайними предосторожностями пытается установить контакт с резидентурой ЦРУ в Париже. Мари-Жан узнает, что по непонятной причине нелегал «Феномен» пропала с тегеранского рейса после посадки в Тбилиси. |            |          |                |                                                   |                   |                       |

### Второй (май-июнь 2016)
События второго сезона происходят четыре месяца спустя после первого. Дебайи назначен заместителем начальника управления и одновременно установил контакт с ЦРУ в Париже, чтобы получить в руки средства спасти Надию. После длительных проверок он завербован в качестве агента внутри французской разведки.
Нелегал «Феномен» (Марина Луазо) работает стажером-исследователем в Институте сейсмологии в Тегеране под наблюдением со стороны САВАК и Службы безопасности КСИР и ищет кандидатов на вербовку в институте и среди знакомых иранцев. В результате она схвачена иранской контразведкой и ожидает помощи из Парижа.
Один из боевиков ИГИЛ в Сирии, который казнит французских заложников и публично унижает французские власти в Интернете, оказывается французом. Главное управление и Минобороны начинают операцию по его поиску и ликвидации.
| № общий | № в сезоне | Название | Режиссёр         | Автор сценария                  | Дата премьеры  | Зрители Франция (млн) |
| --- | ---------- | -------- | ---------------- | ------------------------------- | -------------- | --------------------- |
| 1 | 1          | «-»      | Эрик Рошан       | Эрик Рошан                      | 9 мая 2016 г.  | TBD                   |
| Дебайи становится агентом ЦРУ внутри французской разведки. Дебайи конфликтует с ЦРУ, и резидент в Париже Питер Кэссиди на встрече с французами неофициально намекает, что во французской разведке есть иностранный агент. Разведка Минобороны получает интернет-видеоролик, где подозреваемый в сотрудничестве с ИГИЛ француз на камеру убивает заложника. Нелегал «Феномен» (Марина Луазо) докладывает о разработке в Тегеране своего приятеля - инженера-ядерщика по кличке «Алладин». Сирийские спецслужбы перевозят Надию из Ливана в сирийскую тюрьму. |            |          |                  |                                 |                |                       |
| 2 | 2          | «-»      | Эрик Рошан       | Эрик Рошан                      | 9 мая 2016 г.  | TBD                   |
| В Тегеране разрабатываемый Мариной инженер-ядерщик «Алладин» жестоко избит группой золотой молодежи во главе с сыном помощника одного из аятолл по имени Шапур Замани. Чтобы избежать риска контаков с иранской полицией, Марина отказывается быть свидетелем в суде. В Париже Дебайи добивается назначения ее агентурным руководителем и требует от нее пойти на близкие отношения с сыном высокопоставленного иранца. Добыв ценную информацию об Иране, он надеется получить согласие ЦРУ на операцию в Сирии по помощи Надии. Управление выяснило, что, по данным возвратившегося в Париж нелегала «Циклон», казнивший заложника француз-боевик ИГИЛ - это ранее натурализовавшийся во Франции алжирец Туфик Бумаза. Руководитель «Циклона» Раймон Систерон пытается установить родственников боевика в Париже. |            |          |                  |                                 |                |                       |
| 3 | 3          | «-»      | Самюэль Колларди | Эрик Рошан                      | 16 мая 2016 г. | TBD                   |
| Систерон в Париже вступает в контакт с сестрой боевика ИГИЛ под видом гражданского адвоката по делам беженцев. Служба безопасности КСИР обнаруживает тесный контакт Марины в Тегеране с сыном помощника аятоллы Шапуром. Попав под плотное наблюдение, она вместе с Шапуром арестована иранской полицией и подвергается жестоким допросам в тюрьме, но сотрудникам безопасности неизвестно, что Марина нелегал французской разведки. Начальник управления полковник Дюфло подозревает доктора Бальмес в работе на ЦРУ. Проверяя ее биографию, он тщательно наблюдает за ее поведением в работе. |            |          |                  |                                 |                |                       |
| 4 | 4          | «-»      | Самюэль Колларди | Эрик Рошан                      | 16 мая 2016 г. | TBD                   |
| После допросов полиции и контрразведки Марина и Шапур выпущены из тюрьмы. Управление немедленно организует ее возвращение во Францию. Шапур ссорится с невестой и решает отвезти ее в Париж в знак примирения, где встречает Марину. Преследуя интересы ЦРУ, Дебайи требует от Марины продолжения отношений с Шапуром. |            |          |                  |                                 |                |                       |
| 5 | 5          | «-»      | Эли Важман       | Эрик Рошан                      | 23 мая 2016 г. | TBD                   |
| Систерон проводит совместную с турецкой разведкой операцию по поимке боевика «Шевалье». Вместе с его сестрой и Дебайи Систерон вылетает из Парижа в Турцию, чтобы выдвинуться к границе с Сирией. Начальник нелегального управления полковник Дюфло уверен, что Дебайи - агент ЦРУ во французской разведке и пытается отозвать его в Париж. Дебайи внезапно понимает, что операция в Турции может быть ловушкой боевиков, чтобы выманить в Сирию сотрудника французской разведки. Он связывается с Центром, но Минобороны не успевает принять меры, и Систерон захвачен боевиками ИГИЛ. |            |          |                  |                                 |                |                       |
| 6 | 6          | «-»      | Эли Важман       | Эрик Рошан                      | 23 мая 2016 г. | TBD                   |
| В Турции Раймон Систерон тяжело ранен в бою с боевиками. Усилиями Минобороны его обменивают на сестру Туфика Бумаза. Решением полковника Дюфло Дебайи временно отстранен от службы, но продолжает работу по установлению местонахождения Туфика Бумаза. Надия освобождена из тюрьмы и по требованию окружения Асада возвращается в Париж для встреч с агентом сирийской разведки в рядах оппозиции. Прибыв в Париж, она категорически отказывается видеться с Дебайи. Волнуясь за безопасность встреч, Надим ежедневной слежкой доводит Надию до истерики. |            |          |                  |                                 |                |                       |
| 7 | 7          | «-»      | Лайла Марракши   | Эрик Рошан, Камиль де Кастельно | 30 мая 2016 г. | TBD                   |
| Боясь угроз сирийской разведки, Надия через Дебайи просит помощи французов. Он забирает Надию под свою охрану и начинает операцию по дискредитации Надима в Париже. В управлении Дебайи узнает, что начальник управления установил подслушивание в кабинете доктора Бальмес. Резидентура ЦРУ считает, что доктор Бальмес провалена. Шапур в Париже приглашает Марину посетить семинар в Катаре. Прилетевшие в Доху с Мариной сотрудники разведки пытаются завербовать Шапура, но узнают, что он уже работает на ЦРУ. |            |          |                  |                                 |                |                       |
| 8 | 8          | «-»      | Лайла Марракши   | Эрик Рошан, Камиль де Кастельно | 30 мая 2016 г. | TBD                   |
| После операции по дискредитации в Париже Надим начинает сотрудничать с французской разведкой. Через завербованного священнослужителя Дебайи находит в Ливии боевика, который согласен встретиться с Туфиком под видом журналиста, чтобы уничтожить его по заданию разведки. Начальник нелегального управления узнает, что Шапур - агент ЦРУ, и начинает подозревать Дебайи в закулисной игре. В офисе отца в Тегеране Шапур отправляет СМС с секретной информацией. Он арестован следящими за ним сотрудниками КСИР, иранская контрразведка захватывает Марину. |            |          |                  |                                 |                |                       |
| 9 | 9          | «-»      | Элье Ситерн      | Эрик Рошан, Камиль де Кастельно | 6 июня 2016 г. | TBD                   |
| После ареста в Тегеране Марину и Шапура допрашивают сотрудники КСИР и САВАК. Шапура пытают, несмотря на положение его отца. Полковник Лоре и полковник Дюфло приходят к выводу о причастности ЦРУ к провалу в Иране и считают, что у ЦРУ есть еще агенты во французской разведке. После ряда встреч ЦРУ в Париже наконец дает понять, что агентом в Минобороны является Дебайи. Завербованный боевик отказывается от покушения на «Шевалье», и Дебайи вылетает в Ливию, чтобы лично убедить его. |            |          |                  |                                 |                |                       |
| 10 | 10         | «-»      | Элье Ситерн      | Эрик Рошан                      | 6 июня 2016 г. | TBD                   |
| Дочь Дебайи прочитывает завещание, которое оставил ей отец перед тем, как вылететь в Ливию. Управление начинает внутреннее расследование причин предательства Дебайи. Дебайи решает лично уничтожить Туфика Бумаза и выезжает на встречу с ним, используя как прикрытие, знакомого немецкого журналиста. ЦРУ ищет договоренности с иранскими спецслужбами, чтобы провести операцию по обмену Марины в Тегеране. Руководство КСИР решает уничтожить французского нелегала при попытке к бегству, но Марине удается сбежать из машины контрразведки при перевозке из тюрьмы. |            |          |                  |                                 |                |                       |

### Третий
Дебайи схвачен боевиками ИГИЛ. Нелегальное управление начинает операцию по его освобождению, но обнаруживает среди командиров ИГИЛ бывшего офицера иракской армии, который должен стать французским источником в рядах ИГИЛ. Управление пытается одновременно вести операцию по освобождению Дебайи и вербовке ценного агента.

## Восприятие
Сериал был хорошо принят зрителями и критиками. На внутреннем рынке первый сезон получил положительные отзывы. Французская газета «Le Monde» отметила «владение темой» и «точность построения сюжетных арок», а также похвалила «отличающуюся и заслуживающую доверия интонацию». Французский журнал «Le Nouvel Observateur» сравнил его с сериалом «Безумцы» и поздравил с «воплощением обыденности на экран со вкусом и дыханием жизни и созданием убедительной команды героев».
Второй сезон был чрезвычайно популярен. Французский журнал «Télérama» назвал его «захватывающим, тонко написанным, поставленным и исполненным: миссия [создателей] выполнена», а парижская утренняя газета «Le Figaro» заявила, что «этот сериал является лучшим из всех, когда-либо сделанных во Франции».
Нью-Йорк Таймс описывает сериал как «мрачный, циничный и стильный… неизменно умный и сдержанный». Бродвейский новостной сайт BroadwayWorld написал положительный отзыв, описав сериал как «захватывающую шпионскую историю, рассказанную с психологической изощренностью и кинематографическим талантом».